# 玑瑛青年创新公社

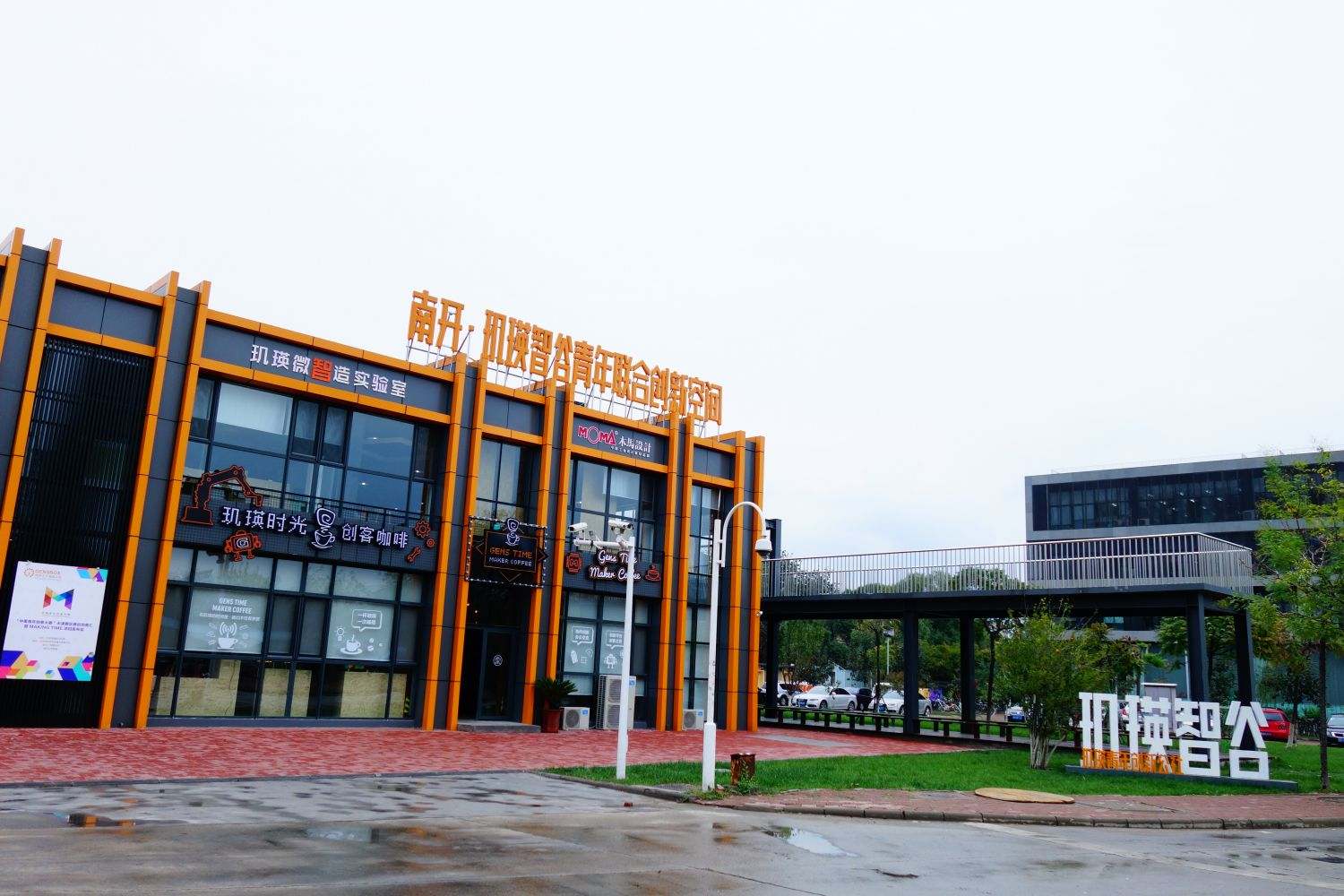
玑瑛青年创新公社位于南开大学的众创空间

玑瑛青年创新公社，是天津明大华中企业孵化器有限公司与多所高校合作的众创空间和面向青年创新创业的企业孵化器。
2015年，该公社与南开大学、天津市南开区科委合作建立了南开大学玑瑛青年创新创业实践基地。
玑瑛公社还与天津美术学院、天津科技大学、天津外国语大学等高校合作建设众创空间。
2017年，天津滨海柜台交易市场设立了玑瑛专板，将为玑瑛公社孵化的企业提供股份制改造、挂牌交易、金融投资等。